# Élections aux Cortes de Castille-et-León de 2026
Les élections aux Cortes de Castille-et-León de 2026 (en espagnol : elecciones a las Cortes de Castilla y León de 2026) se tiennent au plus tard le lundi 23 mars 2026, afin d'élire les représentants de la XIIe législature des Cortes de Castille-et-León, pour un mandat de quatre ans.

## Contexte
Lors des élections régionales anticipées du 13 février 2022, le Parti populaire (PP) du président de la Junte, Alfonso Fernández Mañueco, doit se contenter d'une « victoire à la Pyrrhus », puisqu'il arrive en tête mais reste loin de la majorité absolue lui permettant de gouverner seul, dépendant désormais de Vox, devenu le troisième parti de la communauté autonome avec plus de 17 % des voix, pour se maintenir au pouvoir. Relégué à la deuxième place, le Parti socialiste (PSOE) perd 7 de ses 35 députés en subissant l'émergence des partis localistes Union du peuple léonais (UPL) et Soria ¡Ya! (es) (SY). Ciudadanos (Cs), jusqu'à présent allié du PP, s'effondre en ne conservant qu'un seul représentant.
Le 23 février, Alfonso Fernández Mañueco rencontre les représentants de Vox, mais ceux-ci exigent de former un gouvernement de coalition alors que le PP envisage seulement un gouvernement minoritaire bénéficiant du soutien sans participation de l'extrême droite. Finalement, les deux partis conviennent le 10 mars, à quelques minutes de la séance constitutive de la législature, d'un contrat de coalition qui prévoit la cession à Vox de la présidence des Cortes, de la vice-présidence de la Junte et de trois départements exécutifs. Le 11 avril, Alfonso Fernández Mañueco est investi pour un second mandat de président de la Junte avec 44 voix pour et 37 voix contre, recevant le seul soutien du PP et de Vox tandis que tous les autres partis lui refusent leur confiance. Son gouvernement entre en fonction neuf jours plus tard. La coalition est rompue en juillet 2024 en raison d'un désaccord entre le PP et Vox au niveau national au sujet de l'immigration.

## Mode de scrutin
Les Cortes de Castille-et-León (Cortes de Castilla y León) sont une assemblée parlementaire monocamérale constituée de représentants (procuradores) élus pour une législature de quatre ans au suffrage universel direct selon les règles du scrutin proportionnel d'Hondt par l'ensemble des personnes résidant dans la communauté autonome où résidant momentanément à l'extérieur de celle-ci, si elles en font la demande.

### Convocation du scrutin
Conformément à l'article 21 du statut d'autonomie, les Cortes sont élues pour un mandat de quatre ans. Puisque la Castille-et-León ne relève plus depuis la réforme statutaire de 2007 du régime électoral de droit commun — qui prévoit de facto la convocation des élections parlementaires le même jour que les élections municipales —, les Cortes élues en cas de dissolution anticipées accomplissent une législature de quatre ans.
L'article 16 de la loi électorale régionale du 30 mars 1987 précise que les élections sont convoquées au moyen d'un décret du président de la Junte de Castille-et-León. Conformément à l'article 42 de la loi électorale nationale du 19 juin 1985, les élections ont lieu le 54e jour qui suit la publication du décret au Bulletin officiel ; le décret est publié le 25e jour qui précède la fin du mandat des Cortes ou au lendemain de leur signature en cas de dissolution anticipée. Le scrutin peut donc se tenir jusqu'au 23 mars 2026.

### Nombre de représentants par circonscription
L'article 21 du statut dispose que « la province constitue la circonscription électorale, chacune se voyant assigner trois représentants, et un représentant supplémentaire par tranche de 45 000 habitants ou fraction de 22 500 ».

### Présentation des candidatures
Peuvent présenter des candidatures,, : 
- les partis et fédérations de partis inscrits auprès des autorités ;
- les coalitions de partis et/ou fédérations inscrites auprès de la commission électorale au plus tard dix jours après la convocation du scrutin ;
- les groupes d'électeurs bénéficiant du parrainage d'au moins 1 % des électeurs de la circonscription.

### Répartition des sièges
Seules les listes ayant recueilli au moins 3 % des suffrages exprimés — ce qui inclut les bulletins blancs — dans une circonscription peuvent participer à la répartition des sièges à pourvoir dans cette circonscription, qui s'organise en suivant différentes étapes : 
- les listes sont classées en une colonne par ordre décroissant du nombre de suffrages obtenus ;
- les suffrages de chaque liste sont divisés par 1, 2, 3... jusqu'au nombre de représentants à élire afin de former un tableau ;
- les mandats sont attribués selon l'ordre décroissant des quotients ainsi obtenus[14],[15].

## Campagne

### Partis et chefs de file
| Force politique | Force politique                                                          | Force politique           | Chef de file                                      | Idéologie                                                                       | Résultats en 2022                 |
| --------------- | ------------------------------------------------------------------------ | ------------------------- | ------------------------------------------------- | ------------------------------------------------------------------------------- | --------------------------------- |
|                 | Parti populaire (es) Partido Popular                                     | PP                        | Alfonso Fernández Mañueco (Président de la Junte) | Centre droit à droite Libéral-conservatisme, démocratie chrétienne, unionisme   | 31,43 % des voix 31 représentants |
|                 | Parti socialiste ouvrier espagnol (es) Partido Socialista Obrero Español | PSOE                      | Carlos Martínez (Maire de Soria)                  | Centre gauche Social-démocratie, progressisme, régionalisme                     | 30,02 % des voix 28 représentants |
|                 | Vox                                                                      | Vox                       | David Hierro                                      | Droite radicale à extrême droite Néo-franquisme, centralisme, ultranationalisme | 17,64 % des voix 13 représentants |
|                 | Podemos (fr) Nous pouvons                                                | Podemos (fr) Nous pouvons | Miguel Ángel Llamas                               | Gauche radicale Anticapitalisme, écologisme, régionalisme                       | En coalition 1 représentant       |
|                 | Union du peuple léonais (es) Unión del Pueblo Leonés                     | UPL                       | Mariano Santos                                    | Centre gauche Régionalisme                                                      | 4,28 % des voix 3 représentants   |
|                 | Soria ¡Ya! (es) (fr) Soria Maintenant !                                  | SY                        | Ángel Ceña                                        | Attrape-tout Localisme, ruralisme                                               | 1,59 % des voix 3 représentants   |
|                 | Pour Ávila (es) Por Ávila                                                | XAV                       | Pedro Pascual                                     | Centre droit à droite Régionalisme                                              | 1,14 % des voix 1 représentant    |
|                 | Sumar Rassembler                                                         | Sumar Rassembler          | Marina Echebarría et Charo Fernández              | Gauche Progressisme, politique écologique, féminisme                            | En coalition 0 représentant       |

## Résultats

### Participation
| Taux de participation | En 2022 | En 2026 | Différence |
| --------------------- | ------- | ------- | ---------- |
| à 11 heures 30        | 11,31 % |         |            |
| à 14 heures           | 34,73 % |         |            |
| à 18 heures           | 51,62 % |         |            |
| à 20 heures           | 58,75 % |         |            |

### Voix et sièges

#### Total régional
|                        |                                               |      |   |     |        |     |  |  |  |
| Partis                 | Partis                                        | Voix | % | +/− | Sièges | +/− |  |  |  |
|                        | Parti populaire (PP)                          |      |   |     |        |     |  |  |  |
|                        | Parti socialiste ouvrier espagnol (PSOE)      |      |   |     |        |     |  |  |  |
|                        | Vox                                           |      |   |     |        |     |  |  |  |
|                        | Unidas Podemos (UP)                           |      |   |     |        |     |  |  |  |
|                        | Union du peuple léonais (UPL)                 |      |   |     |        |     |  |  |  |
|                        | Espagne vidée (es) (EV)                       |      |   |     |        |     |  |  |  |
|                        | Soria ¡Ya! (es) (SY)                          |      |   |     |        |     |  |  |  |
|                        | Pour Ávila (XAV)                              |      |   |     |        |     |  |  |  |
|                        | Parti animaliste avec l'environnement (PACMA) |      |   |     |        |     |  |  |  |
|                        | Autres                                        |      |   | -   | 0      | 1   |  |  |  |
|                        | Vote blanc                                    |      |   |     |        |     |  |  |  |
|                        |                                               |      |   |     |        |     |  |  |  |
| Votes valides          |                                               |      |   |     |        |     |  |  |  |
| Votes nuls             |                                               |      |   |     |        |     |  |  |  |
| Total                  | Total                                         |      |   | -   |        |     |  |  |  |
| Abstentions            |                                               |      |   |     |        |     |  |  |  |
| Inscrits/Participation |                                               |      |   |     |        |     |  |  |  |

#### Par circonscription
|             |         |        |        |        |     |        |        |        |     |        |        |        |     |  |  |  |  |
| Sièges      |         |        |        |        |     |        |        |        |     |        |        |        |     |  |  |  |  |
|             |         |        |        |        |     |        |        |        |     |        |        |        |     |  |  |  |  |
|             |         | Nombre | Nombre | %      | %   | Nombre | Nombre | %      | %   | Nombre | Nombre | %      | %   |  |  |  |  |
| Inscrits    |         |        |        |        |     |        |        |        |     |        |        |        |     |  |  |  |  |
| Abstentions |         |        |        |        |     |        |        |        |     |        |        |        |     |  |  |  |  |
| Votants     |         |        |        |        |     |        |        |        |     |        |        |        |     |  |  |  |  |
| Nuls        |         |        |        |        |     |        |        |        |     |        |        |        |     |  |  |  |  |
| Exprimés    |         |        |        |        |     |        |        |        |     |        |        |        |     |  |  |  |  |
|             |         |        |        |        |     |        |        |        |     |        |        |        |     |  |  |  |  |
| Partis      | Partis  | Voix   | %      | Sièges | +/− | Voix   | %      | Sièges | +/− | Voix   | %      | Sièges | +/− |  |  |  |  |
|             | PP      |        |        |        |     |        |        |        |     |        |        |        |     |  |  |  |  |
|             | PSOE    |        |        |        |     |        |        |        |     |        |        |        |     |  |  |  |  |
|             | Vox     |        |        |        |     |        |        |        |     |        |        |        |     |  |  |  |  |
|             | Podemos |        |        |        |     |        |        |        |     |        |        |        |     |  |  |  |  |
|             | UPL     | NC     | NC     | NC     | NC  | NC     | NC     | NC     | NC  |        |        |        |     |  |  |  |  |
|             | XAV     |        |        |        |     | NC     | NC     | NC     | NC  | NC     | NC     | NC     | NC  |  |  |  |  |
|             | Autres  |        |        |        |     |        |        |        |     |        |        |        |     |  |  |  |  |
|             | Blanc   |        |        |        |     |        |        |        |     |        |        |        |     |  |  |  |  |

|             |         |        |        |        |     |        |        |        |     |        |        |        |     |  |  |  |  |
| Sièges      |         |        |        |        |     |        |        |        |     |        |        |        |     |  |  |  |  |
|             |         |        |        |        |     |        |        |        |     |        |        |        |     |  |  |  |  |
|             |         | Nombre | Nombre | %      | %   | Nombre | Nombre | %      | %   | Nombre | Nombre | %      | %   |  |  |  |  |
| Inscrits    |         |        |        |        |     |        |        |        |     |        |        |        |     |  |  |  |  |
| Abstentions |         |        |        |        |     |        |        |        |     |        |        |        |     |  |  |  |  |
| Votants     |         |        |        |        |     |        |        |        |     |        |        |        |     |  |  |  |  |
| Nuls        |         |        |        |        |     |        |        |        |     |        |        |        |     |  |  |  |  |
| Exprimés    |         |        |        |        |     |        |        |        |     |        |        |        |     |  |  |  |  |
|             |         |        |        |        |     |        |        |        |     |        |        |        |     |  |  |  |  |
| Partis      | Partis  | Voix   | %      | Sièges | +/− | Voix   | %      | Sièges | +/− | Voix   | %      | Sièges | +/− |  |  |  |  |
|             | PP      |        |        |        |     |        |        |        |     |        |        |        |     |  |  |  |  |
|             | PSOE    |        |        |        |     |        |        |        |     |        |        |        |     |  |  |  |  |
|             | Vox     |        |        |        |     |        |        |        |     |        |        |        |     |  |  |  |  |
|             | Podemos |        |        |        |     |        |        |        |     |        |        |        |     |  |  |  |  |
|             | Autres  |        |        |        |     |        |        |        |     |        |        |        |     |  |  |  |  |
|             | Blanc   |        |        |        |     |        |        |        |     |        |        |        |     |  |  |  |  |

|             |         |        |        |        |     |        |        |        |     |        |        |        |     |  |  |  |  |
| Sièges      |         |        |        |        |     |        |        |        |     |        |        |        |     |  |  |  |  |
|             |         |        |        |        |     |        |        |        |     |        |        |        |     |  |  |  |  |
|             |         | Nombre | Nombre | %      | %   | Nombre | Nombre | %      | %   | Nombre | Nombre | %      | %   |  |  |  |  |
| Inscrits    |         |        |        |        |     |        |        |        |     |        |        |        |     |  |  |  |  |
| Abstentions |         |        |        |        |     |        |        |        |     |        |        |        |     |  |  |  |  |
| Votants     |         |        |        |        |     |        |        |        |     |        |        |        |     |  |  |  |  |
| Nuls        |         |        |        |        |     |        |        |        |     |        |        |        |     |  |  |  |  |
| Exprimés    |         |        |        |        |     |        |        |        |     |        |        |        |     |  |  |  |  |
|             |         |        |        |        |     |        |        |        |     |        |        |        |     |  |  |  |  |
| Partis      | Partis  | Voix   | %      | Sièges | +/− | Voix   | %      | Sièges | +/− | Voix   | %      | Sièges | +/− |  |  |  |  |
|             | PP      |        |        |        |     |        |        |        |     |        |        |        |     |  |  |  |  |
|             | PSOE    |        |        |        |     |        |        |        |     |        |        |        |     |  |  |  |  |
|             | Vox     |        |        |        |     |        |        |        |     |        |        |        |     |  |  |  |  |
|             | Podemos |        |        |        |     |        |        |        |     |        |        |        |     |  |  |  |  |
|             | SY (es) |        |        |        |     | NC     | NC     | NC     | NC  | NC     | NC     | NC     | NC  |  |  |  |  |
|             | Autres  |        |        |        |     |        |        |        |     |        |        |        |     |  |  |  |  |
|             | Blanc   |        |        |        |     |        |        |        |     |        |        |        |     |  |  |  |  |